# 南不倫瑞克 (新澤西州)
南不倫瑞克（英語：South Brunswick）是位於美國新澤西州米德爾塞克斯縣的一個鎮區。

## 地方資料
南不倫瑞克的面積為106.23平方千米，當中陸地面積為105.19平方千米，而水域面積為1.04平方千米。根據2020年美國人口普查的數據，當地共有人口47043人，而人口密度為每平方千米442.84人。